# Олександрівка (зупинний пункт)
Олексáндрівка (біл. Алякса́ндраўка) — пасажирський залізничний зупинний пункт Могильовського відділення Білоруської залізниці на неелектрифікованій лінії Осиповичі I — Барановичі-Поліські між зупинним пунктом Фаличі (5 км) та станцією Старі Дороги (5 км). Розташований за 1,5 км на схід від однойменного села Олександрівка Стародорозького району Мінської області.

## Історія
Зупинний пункт відкритий 1975 року.

## Пасажирське сполучення
На зупинному пункті Олександрівка зупиняються поїзди регіональних ліній економкласу Осиповичі I — Солігорськ.